# Park Cho-rong
Đây là một tên người Triều Tiên, họ là Park.
Park Cho-rong (Hangul: 박초롱, Hán-Việt: Phác Sơ Lung), sinh ngày 3 tháng 3 năm 1991, là một nữ ca sĩ thần tượng, diễn viên và nhạc sĩ người Hàn Quốc. Cô là trưởng nhóm của nhóm nhạc nữ A Pink và dưới sự quản lý của  IST Entertainment, với vai trò là một rap chính và hát phụ trong nhóm.

## Tiểu sử
Park Cho-rong được sinh ra tại thành phố Cheongju, tỉnh Chungcheong Bắc, Hàn Quốc vào ngày 3 tháng 3 năm 1991. Cô có một người chị gái và một cô em gái. Bố của cô là bậc thầy Hapkido và là chủ nhân của một trung tâm dạy Hapkido, Chorong đã học Hapkido được 8 năm, đạt tới Đai đen Tam đẳng ở bộ môn này. Cô đã tốt nghiệp trường phổ thông Chungbuk.
Chorong tham gia thử giọng ở JYP Entertainment năm 2008, vào tới vòng chung kết. Tuy nhiên, cô ấy đã bị loại, và sau đó cô được tuyển chọn vào Cube Entertainment với vai trò là một thực tập sinh.
Tên của cô là tên thuần Hàn, "Chorong"(초롱) trong tiếng Hàn mang nghĩa "tươi sáng", "rực rỡ".

## Sự nghiệp

### Apink
Vào tháng 2 năm 2011, Park Chorong được thông báo là thành viên thứ hai và là trưởng nhóm của nhóm nhạc Apink. Trước đó cô ấy đã xuất hiện trong MV Shock (Japanese Ver.) của BEAST. Trước khi debut cùng Apink, Chorong cùng các thành viên khác trong nhóm tham gia Apink News (Chương trình thực tế của nhóm nhạc trước khi debut). Vào ngày 19 tháng 4 năm 2011, Apink phát hành đĩa đơn đầu tiên của nhóm mang tên "Mollayo (I don't know)" và ngày 21 tháng 4, Chorong chính thức được debut với tư cách là một thành viên Apink trên sân khấu ca nhạc M!Countdown đồng thời biểu diễn hai bài hát là " Mollayo" và "Wishlist" nằm trong Seven Springs of Apink của họ.

### Viết lời nhạc
Park Chorong là một thành viên với nhiều kinh nghiệm trong vai trò là một người viết lời bài hát, cô ấy bắt đầu bằng việc viết bài fansong đầu tiên "April 19th" cho ngày kỉ niệm 1 năm debut của nhóm. Theo Park Chorong, cô ấy viết "April 19th" trong khi nghĩ về các fan và sân khấu biểu diễn đầu tiên của họ. Cho đến thời điểm hiện tại, các bài hát cô ấy viết lời bao gồm:
| Năm  | Song                      | Album           | Notes                                                                                      |
| ---- | ------------------------- | --------------- | ------------------------------------------------------------------------------------------ |
| 2012 | April 19                  | Une Année       | Được phát hành như một bài fansong để kỉ niệm lần đầu tiên debut, Âm nhạc bởi Kim Jin-Hwan |
| 2014 | Love Story                | Pink Blossom    | Âm nhạc bởi Kim Jin-Hwan                                                                   |
| 2014 | So Long                   | Pink Blossom    | Âm nhạc bởi Master Key                                                                     |
| 2014 | Wanna Be                  | Pink Luv        | Âm nhạc bởi Son Young-jin and Big Sancho                                                   |
| 2015 | Deja Vu                   | Pink Memory     | Âm nhạc và biên soạn lại bởi Choi Yong-chan                                                |
| 2016 | The Wave                  | Pink Revolution | Được phát hành như một bài fansong cho kỉ niệm 5 năm debut, Âm nhạc bởi Kim Jin-Hwan       |
| 2016 | To. Us                    | Pink Revolution | Âm nhạc bởi Kim Jin-Hwan                                                                   |
| 2016 | Ordinary Thing            | Dear            | Viết lời cùng với Son Na-eun                                                               |
| 2017 | Eyes                      | Pink Up         |                                                                                            |
| 2018 | Miracle (기적 같은 이야기 | Miracle         | Viết lời cùng LOOGONE, Beom x Nang và J.MI                                                 |
| 2018 | Don't be silly            | ONE & SIX       | Viết lời cùng Iuvssong                                                                     |
| 2019 | Enough                    | PERCENT         | Âm nhạc bởi Wiidope, Kofi Owusu-Ofori, Nikel                                               |
| 2020 | Moment                    | LOOK            | Âm nhạc bởi BOOMBASTIC                                                                     |
| 2022 | Free & Love               | HORN            | Âm nhạc bởi Justin Reinstein, JJean                                                        |

### Diễn xuất
Park Chorong bắt đầu sự nghiệp diễn xuất với vai diễn trong bộ phim Gia đình yêu thương (2011) của đài MBC. Sau đó cô tham gia với tư cách vai diễn khách mời trong bộ phim Reply 1997 (2012) với vai mẹ của Sung Si-won (lúc trẻ) với thành viên cùng nhóm Yoon Bomi và tham gia vào MV "Insane" của nhóm nhạc BTOB (2012). Vào năm 2014 cô tham gia diễn xuất với vai Han Soo-ah trong bộ phim truyền hình Plus Nine Boys (2014) trên đài TVN (Hàn Quốc).Ngoài ra Chorong còn tham gia một số Webdrama khác

### Sự nghiệp âm nhạc

Apink tại concert thứ 6 mang tên "Pink World"

Sự nghiệp âm nhạc của Park Chorong gắn liền với Sự nghiệp âm nhạc của A Pink và được tìm thấy trong sự nghiệp A Pink.

## Danh sách phim
Phim Truyền Hình
| Năm  | Đài           | Tựa đề                | Nhân vật             | Vai       |
| ---- | ------------- | --------------------- | -------------------- | --------- |
| 2011 | MBC           | All My Love           | Cho Rong             | Vai phụ   |
| 2012 | tvN           | Reply 1997            | Lee Il Hwa thời trẻ  | Cameo     |
| 2014 | tvN           | Plus Nine Boys        | Han Soo Ah/Bong Sook | Vai phụ   |
| 2017 | Naver Tv cast | Special Law of Romace | Seo Ji Hye           | Vai chính |
| 2018 | tvN           | A Poem A day          | Kim Mi Rae           | Cameo     |

Phim Điện ảnh
| Năm  | Tựa đề      | Nhân vật | Vai       |
| ---- | ----------- | -------- | --------- |
| 2020 | Road Family | Yoo Ri   | Vai chính |

## Chương trình truyền hình
| Năm       | Tiêu đề                                               | Mạng        | Vai trò                                 | Ghi chú                                                              |
| --------- | ----------------------------------------------------- | ----------- | --------------------------------------- | -------------------------------------------------------------------- |
| 2011      | A Pink News (Season 1)                                | TrendE      |                                         | Show thực tế với A Pink, 12 tập                                      |
| 2011      | Chuseok Idol Athletic Championship                    | MBC         |                                         | Đội hồng                                                             |
| 2011-2012 | A Pink News (Season 2)                                | TrendE      |                                         | Show thực tế với A Pink, 12 tập                                      |
| 2011-2012 | Birth Of Family (Season 1)                            | KBS2        |                                         | Show thực tế với A Pink và Infinite                                  |
| 2012      | Weekly Idol                                           | MBC Every 1 | Khách mời với Apink                     | Tập 25, 44                                                           |
| 2012      | A Pink News (Season 3)                                | TrendE      |                                         | Show thực tế với A Pink, 13 tập                                      |
| 2013      | Real Man                                              | MBC         | Khách mời với Apink                     |                                                                      |
| 2013      | 2 Days 1 Night                                        | KBS         | Khách mời với Apink                     | Tập 82                                                               |
| 2013      | Idol Sports Championship                              | MBC         |                                         | Đội hồng                                                             |
| 2013      | Weekly Idol                                           | MBC Every 1 | Khách mời với Apink                     | Tập 104                                                              |
| 2013      | Hello Counselor                                       | KBS         |                                         | Khách mời với Eunji                                                  |
| 2013      | God of Cookery Road                                   | Y-Star      |                                         | Khách mời với Eunji và Bomi                                          |
| 2013      | Idol Star Athletics Championship                      | MBC         |                                         | Đội D với BtoB, BEAST, MBLAQ, B.A.P & Secret                         |
| 2014      | Running Man                                           | SBS         | Khách mời với Apink                     | Tập 197                                                              |
| 2014      | Oven Radio                                            | 1theK       |                                         |                                                                      |
| 2014      | Battle Code                                           | Mnet        |                                         | Khách mời với Naeun, Namjoo, Hayoung                                 |
| 2014      | After School Club                                     | Arirang     | Khách mời với APink                     | Tập 57, 127                                                          |
| 2014      | Weekly Idol                                           | MBC Every 1 | Khách mời với Apink                     | Tập 142, 175                                                         |
| 2014      | Apink's Showtime                                      | MBC Every 1 |                                         | Show thưc tế với Apink, 8 tập                                        |
| 2014      | Human Condition                                       | KBS2        |                                         |                                                                      |
| 2014      | Idol Star Athletics Championship                      | MBC         |                                         | Đội A với Apink                                                      |
| 2015      | Real Man                                              | MBC         | Khách mời với Apink                     |                                                                      |
| 2015      | Weekly Idol                                           | MBC Every 1 | Khách mời với Apink                     | Tập 192, 193, 208                                                    |
| 2015      | Slim Pack Lunch                                       | SBS         |                                         |                                                                      |
| 2015      | Cool Kiz on the Block                                 | KBS2        |                                         |                                                                      |
| 2015      | Idol Star Athletics Championship (Dịp Chuseok)        | MBC         |                                         | Chung đội với 4Minute, BEAST, Noh Jihoon, BTOB, CLC, Yuto            |
| 2015      | 2 Days 1 Night                                        | KBS         | Khách mời với Apink                     | Tập 550, 552                                                         |
| 2016      | Idol Star Athletics Championship (Dịp tết nguyên đán) | MBC         |                                         | Chung đội với 4Minute, BEAST, Noh Jihoon, BTOB, CLC (Áo xanh lá cây) |
| 2016      | Get it Beauty                                         | OnStyle     |                                         |                                                                      |
| 2016      | Apink extreme adventure                               | V-live      |                                         | Show thực tế với Apink                                               |
| 2016      | Weekly Idol                                           | MBC Every 1 | Khách mời với Apink                     | Tập 271                                                              |
| 2016      | Hello Counselor                                       | KBS         |                                         | Khách mời với Namjoo                                                 |
| 2017      | One Night Food Trip                                   | tvN         |                                         | Khách mời với Ilhoon (BtoB)                                          |
| 2017      | Yoo HeeYeol's Sketchbook                              | KBS         | Khách mời với Apink                     |                                                                      |
| 2017      | Weekly Idol                                           | MBC Every1  | Khách mời với Apink                     | Tập 309                                                              |
| 2017      | Knowing Brother                                       | JTBC        | Khách mời với Apink                     | Tập 81                                                               |
| 2017      | Oh Cool Guy                                           | Chanel A    |                                         | Khách mời với Bomi                                                   |
| 2017      | Wednesday Food Talk                                   | tvN         |                                         | Khách mời với Naeun                                                  |
| 2017      | SNL                                                   | tvN         | Khách mời với Apink                     |                                                                      |
| 2017      | Girl Group Battle                                     | KBS         | Khách mời với Apink                     |                                                                      |
| 2017      | Master Key                                            | SBS         |                                         | Khách mời                                                            |
| 2018      | Battle Trip                                           | KBS         |                                         | Khách mời với Hayoung                                                |
| 2018      | Idol Room                                             | JTBC        | Khách mời với Apink                     | Ep 9                                                                 |
| 2018      | Weekly Idol                                           | MBC         | Khách mời với Apink                     | Ep 365,366                                                           |
| 2018      | Life Bar                                              |             | Khách mời với Eun Ji                    | Ep 78                                                                |
| 2019      | Trend With Me 2                                       | KBS JOY     |                                         | Thành viên chính thức                                                |
| 2019      | Idol Room                                             | JTBC        | Khách mời với Hayoung , EunJi và Namjoo | Tập 65                                                               |
| 2019      | Running Man                                           | SBS         | Khách mời với Apink                     | Tập 433 (một nửa), 458 và 459                                        |
| 2019      | Battle Trip                                           | KBS         | Khách mời với Bomi                      | Tập 168,169                                                          |
| 2020      | Running Man                                           | SBS         |                                         | Tập 500                                                              |